# 11802 Ivanovski
11802 Ivanovski è un asteroide della fascia principale. Scoperto nel 1981, presenta un'orbita caratterizzata da un semiasse maggiore pari a 2,2429649 UA e da un'eccentricità di 0,0726650, inclinata di 5,11083° rispetto all'eclittica.